# Jean Sunny
Jean Sunny (Jean Moussalli à l'état civil) est un cascadeur français né le 15 août 1928 à Roubaix et mort le 27 août 2007 à Gonesse (Val-d'Oise). Spécialiste de la conduite automobile en équilibre sur deux roues, il a importé des États-Unis de grands numéros d'acrobaties automobile et avait pour surnom « Le Funambule roulant »[réf. nécessaire].

## Filmographie
- 1964 : Fantomas d'André Hunebelle
- 1977 : Drôles de zèbres de Guy Lux